# Mühldorf-Prozess
Der Mühldorf-Prozess war ein Kriegsverbrecherprozess der United States Army am Militärgericht in Dachau. Im Prozess waren 14 Personen angeklagt, denen Kriegsverbrechen im Zusammenhang mit Konzentrationslagern und Rüstungsprojekten bei Mühldorf zur Last gelegt wurden. Das Verfahren – Teil der Dachauer Prozesse – dauerte vom 1. April bis zum 13. Mai 1947 und endete mit zwölf Schuldsprüchen. Offiziell wurde der Fall als Case 000-50-136 United States of America v. Franz Auer et al. bezeichnet.

## Vorgeschichte
Hauptartikel: Weingut I und KZ-Außenlagerkomplex Mühldorf
Seit Juli 1944 liefen im Mühldorfer Hart im oberbayerischen Landkreis Mühldorf Bauarbeiten für das Projekt Weingut I, dessen Ziel die Errichtung eines halbunterirdischen Rüstungsbunkers für die Produktion der Messerschmitt Me 262, dem ersten einsatzfähigen Militärflugzeug mit Strahltriebwerken, war. Das Bauprojekt wurde von der Firma Polensky & Zöllner (P & Z) im Auftrag der Organisation Todt (OT) geleitet. Im Zusammenhang mit diesem Bauprojekt standen auch mehrere Konzentrationslager um Mühldorf, in Mettenheim, im Mühldorfer Hart, in Mittergars und in Thalham bei Obertaufkirchen. Daneben gab es in der Umgebung der Baustelle mehrere Arbeitslager der OT, die zum größten Teil Zwangsarbeiter beherbergten.

## Die Anklage
Die Anklage basierte auf den Nachforschungen des War Crimes Investigating Team #6827, das im Rahmen des War Crimes Program Kriegsverbrechen ermittelte und Beweise sicherte. Die Untersuchungen stellten fest, dass Prügel, Überarbeitung, unhygienische Lebensbedingungen, mangelhafte Unterbringung bei völlig unzureichender Kleidung und Ernährung sowie das Unterlassen medizinischer Hilfeleistung, zum Tod von mindestens 1.800 Häftlingen führte. Überarbeitung war dabei in Verbindung mit Unterernährung die häufigste Todesursache. Man spricht in diesem Zusammenhang auch von „Vernichtung durch Arbeit“. Die Angeklagten wurden zudem beschuldigt, im Rahmen eines gemeinsamen Vorgehens (Common Design) an Misshandlungen und Tötungen nicht-deutscher Zivilisten und Kriegsgefangener rechtswidrig und vorsätzlich teilgenommen  zu haben.
Die rechtliche Basis des Verfahrens bildete die ab März 1947 gültige „Legal and Penal Administration“ ausgehend von den Erlassen des  Military Government.
Das Kontrollratsgesetz Nr. 10 vom 20. Dezember 1945, auf dessen Grundlage Personen verurteilt werden konnten, die wegen Kriegsverbrechen, Verbrechen gegen den Frieden oder Verbrechen gegen die Menschlichkeit angeklagt wurden, spielte bei den Militärgerichtsprozessen nur eine Nebenrolle.

## Die Angeklagten
Insgesamt waren im Mühldorf-Prozess 14 Personen angeklagt:
- Franz Auer war SS-Hauptscharführer und als Arbeitseinsatzleiter für die Verteilung der Zwangsarbeiter zuständig.
- Karl Bachmann war Direktor der Münchner Filiale von P & Z und verantwortlich für die Koordinierung des Arbeitseinsatzes auf den Baustellen.
- Wilhelm Bayha war SS-Oberscharführer der Wachmannschaft.
- Heinrich Engelhardt war SS-Hauptscharführer und geschäftsführender Adjutant.
- Erika Flocken war Ärztin der OT und zuständig für die medizinische Versorgung der Häftlinge sowie die Selektionen nach Auschwitz.
- Karl Gickeleiter war P & Z-Bauleiter auf der Hauptbaustelle von Weingut I.
- Hermann Giesler war leitender Direktor der OT.
- Daniel Gottschling war SS-Unterscharführer und zuständig für die Lebensmittelversorgung der Häftlinge.
- Wilhelm Griesinger war Architekt auf der Hauptbaustelle und verantwortlich für die Vertragserfüllung.
- Wilhelm Jergas war SS-Hauptscharführer im Waldlager und verantwortlich für die Bewachung auf der Hauptbaustelle.
- Anton Ostermann war Hauptmann und verantwortlich für die Bewachung im Waldlager.
- Jakob Schmidberger war SS-Scharführer und als Wache im Waldlager eingesetzt.
- Herbert Spaeth war SS-Hauptscharführer der Wachmannschaft.
- Otto Sperling war Angestellter von P & Z und Leiter der Zementmischerei auf der Hauptbaustelle.

## Die Urteile
Alle Angeklagten bekannten sich nicht schuldig im Sinne der Anklage. Die Urteile wurden am 13. Mai 1947 verkündet. Nur die Angeklagten Bachmann und Ostermann wurden freigesprochen. Bachmanns schuldhafte Beteiligung an den Bedingungen des Arbeitseinsatzes konnte nicht nachgewiesen werden und Ostermann hatte sich von den Häftlingen noch im April 1945 einen Persilschein ausstellen lassen. Auer, Flocken, Jergas, Spaeth und Sperling wurden zum Tode durch den Strang verurteilt. Das Urteil für Engelhardt und Giesler lautete auf lebenslängliche Haft. Gickeleiter, Griesinger und Schmidberger wurden zu 20 Jahren, Gottschling zu 15 und Bayha zu zehn Jahren Zuchthaus verurteilt. Die Häftlinge wurden nach Prozessende ins Kriegsverbrechergefängnis Landsberg am Lech gebracht. Auer wurde am 26. November 1948 hingerichtet. Die restlichen Todesurteile wurden noch im Mai 1947 in lebenslängliche Haftstrafen umgewandelt und später schrittweise weiter reduziert. Bayha wurde am 24. Februar 1952 aus der Haft entlassen. Heinrich Engelhards lebenslange Freiheitsstrafe wurde im Mai 1948 auf 25 Jahre, im August 1951 schließlich auf 15 Jahre verringert. Er wurde am 16. Juni 1955 aus der Haft entlassen. Erika Flockens Haftstrafe wurde auf 38 Jahre reduziert. Sie wurde aber bereits am 13. Juli 1958 endgültig entlassen. Gickeleiter wurde nach zweimaliger Reduzierung der Haftstrafe am 19. Juli 1952 entlassen. OT-Direktor Giesler verbüßte seine Haftstrafe bis 18. Oktober 1952. Gottschling kam nach Verkürzung der Haftdauer  im Juli 1951 am 11. Januar 1952 frei. Griesingers Haftstrafe dauerte bis zum 28. Februar 1952. Jergas wurde nach mehrmaliger Haftzeitverkürzung am 9. April 1958 entlassen. Schmidberger wurde als erster der Angeklagten am 14. Dezember 1951 aus der Haft entlassen. Spaeths Haftstrafe dauerte bis zum 4. Juli 1957, Sperling blieb bis zum 20. Juli 1957 in Haft.

## Weitere Prozesse
Der Kommandant des KZ-Außenlagerkomplexes Mühldorf Walter Langleist und Johann Kirsch, Kommandoführer in Mittergars, einem Nebenlager des Dachauer KZ-Außenlagerkomplexes Mühldorf, waren bereits im Dachau-Hauptprozess im Dezember 1945 zum Tode verurteilt und am 28. Mai 1946 hingerichtet worden.
Im sogenannten Mühldorf-Ringprozess (United States of America v. Michael Vogel et al. - Case No. 000-50-2-112) waren sieben weitere Beschuldigte, darunter auch ein Kapo, in einem Nachfolgeverfahren zum Dachau-Hauptprozess vom 8. bis 15. Juli 1947 angeklagt. Neben vier lebenslangen und zwei zeitigen Haftstrafen erging auch ein Freispruch.
Des Weiteren wurde gegen Georg Schallermair in einem weiteren Nebenprozess (Case No. 000-50-2-121 US vs. Georg Schallermair) zum Dachau-Hauptverfahren  vom 18. bis 23. September 1947 verhandelt. Dem ehemaligen Rapportführer des Außenlagerkomplexes Mühldorf wurden Misshandlungen von Häftlingen, teilweise mit Todesfolge, zur Last gelegt. Schallermair wurde am 23. September 1947 zum Tode verurteilt und am 7. Juni 1951 hingerichtet.